# Antonimia
In semantica, l'antonimìa indica la relazione intercorrente fra due lessemi di significato opposto; si contrappone alla sinonimia.
I membri di una coppia antonimica son detti 'antonimi' o 'contrari'. Più propriamente, si dicono 'contrari' termini quali bianco e nero o caldo e freddo, poiché ammettono elementi intermedi (grigio e tiepido), mentre si dicono 'contraddittori' termini come vero e falso o vivo e morto: infatti, a differenza dei termini contrari, non sono graduabili e non ammettono elementi intermedi. Secondo un'altra terminologia, invece, si distingue tra antonimi 'graduabili' e antonimi 'bipolari' (non graduabili).
In aggiunta, su un altro piano rileviamo differenze tra antonimi 'lessicali', la cui opposizione non può essere colta da un punto di vista formale (come tra bello e brutto), e antonimi 'grammaticali', la cui opposizione si ottiene in modo trasparente per derivazione (felice > infelice; caricare > scaricare).
In un enunciato, la relazione di antonimia ha un ruolo non solo sul piano paradigmatico (ove si sottolinea il rapporto associativo tra un dato lessema e altri che potrebbero figurare al suo posto) ma anche sul piano sintagmatico (ove si sottolinea il rapporto combinativo tra lessemi). Di fatto, in base al contesto, un lessema acquista determinati antonimi e non altri: così, l'antonimo di libero potrà essere schiavo, occupato o coniugato, e quindi alcuni dei membri considerati 'antonimie lessicali' potranno essere più o meno contrari ma invero non opposti.